# وليد عزت
وُلد الفنان أحمد وليد عزت في دمشق في العام 1934م. درس في الكلية العسكرية، وفي كلية (Wellington)، وأصبح رئيساً لأركان سلاح المدفعية في الجيش العربي السوري.
حصل على الإجازة في الآداب من الجامعة السورية، كما شغل منصب رئيس اتحاد رياضة الجيدو، في سورية.
درس «وليد عزت» التصوير الزيتي، والمائي، والرسم، بقلم الرصاص، والحفر، في مركز الفنون التشكيلية في دمشق، ما بين عام 1963 وعام 1967، وأقام أربعة معارض فردية في المركز الثقافي العربي بدمشق ما بين عام 1967 وعام 1971.
كرّمته وزارة الثقافة في عام 1968 لجهوده في تطوير فن الرسم بالألوان المائية، وتُعرض مجموعة من لوحاته بشكل دائم في المتحف الوطني بدمشق.
بعد وفاته في عام 1971، افتتحت الحكومة السورية (مركز وليد عزت للفنون التطبيقية) في دمشق و(مدرّج وليد عزت للمحاضرات)، في نادي الضبّاط الجديد في دمشق.
تُعتبر مجموعة لوحات ملحمة (جلجامش) المائية، من روائع الفن المعاصر، وأحد الكنوز الوطنية في سورية.

## وليد عزت، رائد فن الألوان المائية في سوريا
في دراسة لطارق الشريف، مدير الفنون الجميلة، وزارة الثقافة السورية، يقول فيها : حقق وليد عزت حضوراً متميزاً في الحركة الفنيّة في سورية، فقد تألّق بموهبته الفنيّة وأصالته إلى مستوى لا يُجارى، فأجمع النقّاد في سورية والعالم على اعتباره بحق (فنان الألوان المائية الأول في سورية).
لا تنبع أهمية عطاء وليد عزت من تراكم زمني واجتهاد طويل، لأن حياته كانت قصيرة كالومضة، لكنها كانت نموذجاً لأولئك الذين عاشوا ويعيشون في سباق مع الزمن. يتمحور إنتاج وليد عزت الفني في السنوات العشر الأخيرة من حياته، وهي سنوات مشبعة بالبحث والتجريب والعطاء، فقد قام الفنان بتطوير القدرات التعبيرية للألوان المائية، إلى أن توصّل بها إلى نمط حديث من التعبير الفني ذي طابع متميّز، خاص به وحده. لقد قسم بعض النقاد نتاج وليد عزت إلى مراحل، والحقيقة أن هذا النتاج الفني يخضع إلى تسلسل منطقي ومتّزن في تطوره يضفي طابعاً واحداً على مجمل أعماله.

## بداياته
كانت بداية وليد عزت الفنيّة في رسم الوجوه الشخصية والمناظر الطبيعية. لقد تمتّع الفنان منذ البداية بالقدرة على المعالجة المتأنية الهادئة الماهرة، وأبدع في تقديم الملامح الفردية بدقة، وكذلك فعل في المناظر الطبيعية الأولى، إذ اقتربت دقة معالجته من دقة الألوان الزيتية. وقد عمد الفنان إلى تغطية المساحة بالألوان، واقترب من الواقع المرئي ما أمكن وعالجه بشكل تقليدي. كانت هذه المرحلة هامة جداً بالنسبة له حيث اكتسب الخبرة، واستطاع أن يجعل الألوان المائية طيّعة له، تنفّذ ما يريده منها.
حفزت هذه البداية الواقعية الفنان فيما بعد على تجاوزها، فانطلق في العام 1968 في رحلته مع العالم الداخلي للإنسان، تساعده في ذلك غزارة دائرة ألوانه، وحرية تحرك ريشته. لقد أدرك أن المظاهر تتواصل مع العالم الداخلي، وتتفاعل معه ليشكلا معاً العالم الإنساني-الروحاني.
بحث وليد عزت عن الوسائل الملائمة ليعبّر عن الحالات الإنسانية المتغيّرة، وأغنى تجاربه المتجددة بواسطة الألوان المتحركة. كان وليد يضع ورقة الرسم في الماء قبل الرسم عليها أو بعده، لتحرّر الألوان من قيد الشكل الخارجي للوجه أو الطبيعة، وتتداخل لتعكس انتقاله من المرحلة الواقعية التسجيلية نحو (النقل الواقعي المتطوّر).يتحدث الفنان عن هذه المرحلة مؤكداً أنه (يجب التمييز بين ما هو نقل تسجيلي، وبين ما هو واقعي متطوّر الصياغة).
وهكذا تطوّرت صياغة جديدة للفن عند وليد عزت، وأصبحت اللوحة الفنية تعتمد بشكل كبير على قدرة الفنان الخاصة على إعادة تصوير موضوعاتها وفقاً للمبادئ الجديدة التي ميّزت بين الجمال الطبيعي للموضوع وبين إعادة تقديمه في اللوحة الفنية.التزم وليد عزت بهذه الطريقة في معالجة الطبيعة، فدخل في حوار مع ما في الطبيعة من أشكال وألوان، ثم أعاد تقديمها بطريقته المتفرّدة الذكية، لاغياً كل ما هو غير ضروري، مطوراً بذلك العلاقات الشكلية واللونية.
وكذلك نراه يفعل حين يرسم الوجوه الشخصية، فقد راحت الوجوه تخضع لتبدّلات تتبع للحركة والانفعالات. اتجه الفنان إلى رسم الأشخاص بسرعة كبيرة، مقدماً بذلك حركتهم أو سكونهم بمهارة، ومستخدماً الخط واللون، تاركاً فراغات كبيرة غير مرسومة، بأسلوب مبتكر غير مسبوق. أصبح هذا الأســـلوب من الرسم المائي وسيلة التعبير الأساسية في لوحاته التي رسمها في مقهى (النوفرة) الشهير قرب الجامع الأموي الكبير بدمشق، حيث يجلس عدد كبير من الأشخاص ليستمعوا إلى الحكايات الشعبية المشوّقة ويتفاعلوا مع أحداثها ومع انفعالات (الحكواتي).
وهكذا عاش الفنان تأثيراتٍ غنيّةً، تعكس الرغبـــة الكامنة لديه للتفاعل مع مختلف مظاهر الحياة الشعبية. وهكذا أخذت لوحات وليد عزت تزداد تميّزاً بالحيوية والحياة، معتمداً على وضع اللمسة السريعة وعلى حيوية اللون وإشراقته، فعكست شفافية اللون عالماً من الألوان المائية، وتناثرت بقع الألوان على اللوحة بعفوية عجيبة، وتحوّل الأشخاص رغم حركتهم وتعابيرهم إلى أجزاء من ألوان. فاللّون هو الجانب الهام الذي بدأ يعشقه ويوليه كل الأهمية. جدد الفنان بذلك المفهوم الواقعي، وأعطاه معنىً جديداً، ولّده رصْدُهُ لنبض الحياة، ولكل الأشكال المرئية، ولتحوّلاتها اللامتناهية التي لا يمكن أن تحدّها المفاهيمُ التقليديةُ المعروفة.
أعطى وليد عزت أعماله الفنية بُعداً جديداً، لم يكن مألوفاً عنه، حين رسم مجموعة لوحاته عن ملحمة (جلجامش)، وذلك لأنه اعتمد على الخيال أكثر من اعتماده على الواقع، كما أنه اقتحم مجالاً لم يُسبق إليه. لقد استطاع وليد عزت توظيف التراث القديم في عمل فني جديد، مؤكداً بذلك الصلة الوثيقة في نفسه بين الواقع والأسطورة، وبين القديم والحديث. اطّلع الفنان على كيفيّة تصوير الفنون القديمة لشخصية (جلجامش)، وبخاصةٍ الرسوم المحفورة على الأختام الأسطوانية الموجودة في المتحف الوطني بدمشق، ثم قام برسم مجموعة لوحات متكاملة للملحمة، عكست قدرته على تطويع الألوان المائية للتعبير عن الموضوعات الأسطورية والدرامية والإنسانية. لم تكن لوحات ملحمة (جلجامش) ممكنة لولا بحوث وتجارب وليد عزت، والجهود الكبيرة التي كان قد بذلها ليطوّر الفن المائي، وليقدّم لنا لغة فنية جديدة تتمتع بالأصالة والتجديد معاً. لقد أدرك وليد عزت كمالاً لم يبلغه أحد قبله ووصل إلى سر اللون المائي، وأدرك أن اللمسة البسيطة قادرة على أن تعطي أقوى الانطباعات وأهمها.
لقد مسح وليد عزت لوحات العام 1971، وهو عام النهاية، بألوان تنذر بالعاصفة وأجواء تستمد خصوصيتها من الأساطير. أهي روح الكشف التي قادت وليد عزت إلى هجر الألوان التي تتفجر ضوءاً، أم هي كانت مجرد صدفة غسلت أعماله بألوان غامقة؟ لم يكن هناك ما يشير إلى أن وليد عزت سيرحل مع أساطير بابل وسومر في آخر يوم من أيام العام 1971 بعد مرض أودى به في لندن الباردة، بعيداً عن أرض الوطن الدافئة.
وليد عزت كان فناناً مبدعاً تمتّع بالمقدرة على العطاء المتجدد، وإنساناً موهوباً أحب الفن، فارتقى به إلى مستوىً متميزٍ ورفيع. لقد ترك وليد عزت أثراً لا يُنسى في كل من عرفه، وشعر الجميع بالخسارة الكبيرة التي لا يمكن أن تُعوّض حين رحل وهو في فترة ازدهار العطاء الفني. لقد شابهت رحلة الفنان رحلة البطل (جلجامش)، فوليد عزت، مثل (جلجامش)، إنسان من الأرض العربية، غادر إلى عالم الموت وهو في عمر أبطال الملاحم وفي حيويتهم وفي تفوّق الإنسان فيهم، وقصته قصة الحياة المكثفة الزاخرة بالأعمال والمنجزات وقصة القلب الذي ينبض بالحياة والحيوية ثم يتوقف فجأة.. ليموت..

## تطور تجربة اللون عند وليد عزت
دراسة الدكتور غازي الخالدي، مركز المعلومات القومي، سورية: تعرّفت الحركة الفنية على اسم أحمد وليد عزت لأول مرة من خلال اشتراكه في معارض الدولة عام 1964 ومراكز الفنون التشكيلية ونيله الجوائز، الواحدة بعد الأخرى. وكبر اسم وليد عزت شيئاً فشيئاً حتى أخذ مكانه الطبيعي في الحركة الفنية كأحد روّاد التلوين المائي في سورية.
مرّت تجربة وليد المائية بثلاثة مراحل أساسية:
أولاً: مرحلة الانطباع والتسجيل.
ثانياً: مرحلة التأمل وتجربة الحلول التشكيلية المتعددة.
ثالثاً: مرحلة الرؤية الشخصية والطابع المتميز.
بدأت المرحلة الأولى عند وليد عزت كأيّ بداية لفنان تستهويه الألوان المائية بشفافيتها وبتداخل ألوانها.. وكانت أعماله عبارة عن انطباعات خاطفة لمنظرٍ ما في الطبيعة، ينقله بأسلوب المحاكاة المباشرة للرؤية العادية، فكانت أعماله الأولى أقرب إلى التسجيل منها إلى البحث الفني والتقني الشخصي.
كانت هذه المرحلة هي أساس انطلاقته، فقد أسرته الطبيعة، وشدّته ألوانها المختلفة التي أصبحت تنعكس في ألوانه المائية.. استهواه لون الأشجار المتبدّل من فصلٍ إلى فصل، ومن موسمٍ إلى موسم، فراح يتتبع تطوّرات الطبيعة، محاولاً أن يسجّل الإحساس الذي تعطيه الطبيعةُ له للوهلة الأولى وبأسرع ما يمكن، وهذا ما أعطى تجربته الأولى التقنية الانطباعية (التأثرية)، لأنها كانت تهتم بالضوء واللون بشكل خاص، دون أن يُرافق هذه العملية بحث تشكيلي جاد، أو تقني خاص.
لم يتعمّق وليد في هذه المرحلة باللون، كأن اللون عنده هو الذي يراه للمرة الأولى، ولذلك أسمينا هذه المرحلة بمرحلة (التسجيل الانطباعي). امتازت هذه المرحلة أيضاً بغزارة العطاء، فراح يرسم باستمرار وينتقل من قرية إلى قرية، ومن حي قديم إلى آخر بلا هوادة، ليرسم كلَّ ما تقع عليه عينه..
رسم وليد عزت الشارع والشجرة والبيت العتيق.. أحب الطبيعة حباً حقيقياً أصيلاً، وراح يتصيّد القِيَم الجمالية التي تهز وجدانه من الأعماق، وهذا ما يكشف عن جانب من نفسيته، فقد كان مُغرماً بالأشياء الصغيرة التي تعطي النفس سعادة كبيرة، وهذا ما كان يظهر واضحاً في لوحاته الأولى. أما من الناحية التقنية فقد استعمل وليد عزت اللون والخط معاً، دون أن يتجاوز أحدهما الآخر، معتمداً على الخط كهيكل أساسي للوحة. لكنَّ الخط لم يكن في هذه المرحلة متماسكاً راسخاً، بل كان مرتعشاً، فيه بعض التردد، يعكس الشعور برهبة الطبيعة وسيطرتها عليه، وكانت الألوان التي استعملها متكررة ومتقاربة.
لم يُعطِ الفنان الحجم (أو الفورم) أهمية في البداية، فكانت أكثر أعماله مقصورة على الإحساس الضوئي للأشكال، تماماً كما بدأت الحركة الانطباعية برسم سطح الأشكال، ومتابعة تحوّل الضوء عليها. فعلى صعيد المثال، لوّن وليد الشجرة باللون الأخضر الفاتح والغامق فقط، وأعطاها من اللوحة حيزاً لونياً فقط، وليس حيزاً مبنياً على أساس الكتلة، أو على أساس قيمتها كمساحة بالنسبة لبقيّة أجزاء التكوين.
لذلك نلاحظ أن الشجرة أو الجبل أو الطريق أو جانباً من البيت العتيق الذي يرسمه وليد لم يكن ليأخذ قيمة محددة من الناحية التشكيلية، فقد تكون الشجرة هي كل شيء في الصورة، دون أن يكون هناك عنصر آخر من بيت أو جبل أو طريق يفيد في تحديد التوازن أو التعادل التشكيلي في الطرف الآخر.يعني ذلك أن مفهوم (الأبيض والأسود) في تحديد التوازن التشكيلي للّوحة لم يكن قد أخذ أبعاده الكاملة في لوحاته الأولى. فكما فعل الانطباعيون في ثورتهم على فن (المراسم)، خرج وليد عزت في أعماله الأولى إلى الطبيعة، وانطلق إلى الرؤية المباشرة والإحساس الأول الذي تعطيه الطبيعة له.
المرحلة الثانية كانت مرحلة التأمل وتجربة الحلول التشكيلية المتعددة. استفاد الفنان وليد عزت من معارضة المتتالية، التي أتاحت له فرصة التعرّف على المشاكل التي يجب تداركُها في لوحاته، وذلك من خلال آراء الناس والنقاد والفنانين.
بدأ وليد عزت يتوسّع في تجاربه، فمرة نرى الخط هو الأساس في لوحته، ومرة نرى اللون يتحرك وحده … وبدأت لوحات الوجوه تظهر للمرة الأولى.
لا شك في أن رسم الوجوه بالألوان المائية هو تحدٍ كبير، يتطلّب المران والخبرة والجرأة، فاللمسة المائية لا يمكن تعديلها أو تغطيتها بأخرى، وذلك بسبب شفافية اللون المائي. لكن وليد لم يكتفِ بالتغلّب على هذه الصعوبة التقنية فقط، بل تجاوزها ليتحرّر من العديد من المفاهيم التقليدية. لم يعد همّه الأول هو تحديد الأشكال والتفاصيل الجزئية، بل راح يركّز على أحاسيس الشخص المرسوم ويعطي الأهمية للجوّ العام.. وهذا بالضبط ما جعله يحقق الانتقال من مرحلة التسجيل والمحاكاة، إلى مرحلة التأمل الإنساني في الأشكال التي يرسمها.
كان وليد عزت يرسم بسرعة، وبكثير من التركيز على اللون الذي بين يديه. بدأت الرماديات تظهر في لوحاته بشكل خاص، ثم يعود إلى تضاد الألوان الحارة (الأوكر، الأحمر) والباردة (الأزرق، البنفسجي) والحيادية (الأسود، الأبيض، الرمادي)، وهذا ما ظهر بشكل خاص في لوحات معرضه الثاني. إضافة إلى ذلك فقد ساعده اعتماده على تضاد الألوان تشكيلياً، فقد بدأ (الفورم) يعود إلى عناصره، وبدأت الحجوم تظهر، خاصة في رسوم الوجوه.
في المرحلة الثالثة، مرحلة الرؤية الشخصية والطابع المتميّز، سيطر وليد عزت على خامة الألوان المائية، وتمكّن من تحريكها بسرعة ورشاقة، وأعطاها بعداً هاماً من خلال تلوين الظل الذي يساعد على تأكيد الكتلة.
أصبح وليد عزت يرسم باللون المائي بنفس البساطة والعفوية التي يتكلم بها، وظهرت ثقته بنفسه بشكل واضح في آخر أعماله، وفي معرضه الرابع بشكل خاص.
من أهم الظواهر التي ميّزت فن وليد عزت في آخر أعماله هي تلوينه للظل، فلم يعد الظل عنده مجرد لون قاتم، بل أضحى ذا لون مستقل ينبع عن انعكاسات ما حوله، وفقاً لنظرية التضاد بالألوان، فظل الأخضر هو الأحمر وظل الأصفر هو البنفسجي، وهكذا أصبح الظل كياناً خاصاً يساعد على تأكيد (الفورم) بأسلوبٍ مشابهٍ لذلك الذي كان (سيزان) أول من استعمله.
ربما كان أهم ما في تجربة وليد عزت في مرحلتها الأخيرة هو المحافظة على حيوية اللون. فلم يعتمد وليد عزت على مزج الألوان معاً على (البالتية)، ثم نقل اللون الجديد المركب إلى اللوحة، بل أجرى تداخلاته اللونية على سطح اللوحة مباشرة أثناء الرسم. سمح وليد للألوان المائية أن تتداخل مع بعضها، دون أن يُفقد اللون الأصلي كيانه ووجوده على اللوحة، فيمكنك أن ترى اللونين الأحمر والأزرق كلٌ وحده، وبنفس الوقت ترى اللون البنفسجي الذي جاء نتيجة جمع اللونين معاً. أعطى وليد بذلك لوحاته إحساساً عميقاً بشفافية الألوان، وبقدرته الخاصة على أن يسمح لكل لون بأن يحافظ على كيانه وشخصيته وحيويته، وعلى دوره الجمالي في اللوحة.
لقد استطاع وليد في أعماله الأخيرة أن يُعطي خامة التلوين المائي بُعداً هاماً هو التأكيد على الكتلة، وذلك من خلال تلوين الظل الذي يُساعد على تأكيد الكتلة، دون أن يستخدم اللون الميت الذي لا هوية له، كما حرّك ألوانه ومزجها بحيث حافظ على حيويتها وعناصرها ضمن المساحات الكبيرة.
لقد دلّت هذه التجربة الفنيّة الغنيّة في مراحلها المتتالية على تمكّن وجرأة أعطياها رؤية شخصية وطابعاً متميزاً، فاتخذت في مراحلها الأخيرة أسلوباً خاصاً به هو (أسلوب وليد عزت).